# Mesoveliinae
Mesoveliinae – podrodzina pluskwiaków różnoskrzydłych z infrarzędu półwodnych i rodziny wodziarkowatych.

## Opis
Głowa dość długa i ku przodowi pochylona. Oczy nie sięgają przedniej krawędzi przedplecza. U form długoskrzydłych dystalne przedłużenie przedplecza nie przekracza tarczki, która podzielona jest na nasadową część wypukłą i tylną, płaską. Zakrywka półpokryw odgraniczona wyraźnie od przykrywki. Błoniaste zakrywka i międzykrywka ze zdolnością do odłamywania się.

## Rozprzestrzenienie
Podrodzina rozsiedlona kosmopolitycznie. W Polsce występuje tylko Mesovelia furcata.